# Jugendstil-Festhalle
Die Jugendstil-Festhalle, seltener auch als Ludowici-Festhalle bezeichnet, ist eine multifunktionale Veranstaltungsstätte in der Stadt Landau in der Pfalz. Das denkmalgeschützte Gebäude zählt zu den bedeutendsten Jugendstilbauten Süddeutschlands.

## Baugeschichte
Bereits 1904 überwies „die Stiftung einer Landauer Persönlichkeit, deren Namen unter keinen Umständen genannt werden soll“ eine Spende von 600.000 Mark an die Stadtverwaltung, um der „Freude ein Haus und der Kunst ein Tor“ zu bieten.
Die Jugendstil-Festhalle wurde von 1905 bis 1907 errichtet. Die Kosten beliefen sich auf rund 800.000 Mark; die nicht durch die Spende abgedeckten 200.000 Mark trug die Stadt Landau. Architekt war Hermann Goerke, der später auch den Landauer Bismarck-Turm plante.  Hauptportal und Seitenportal schuf der Bildhauer Gustav Adolf Bernd.
Erst nach 1925 wurde bekannt, dass es sich bei dem Spender um den Ziegelfabrikanten August Ludowici handelte. Bestrebungen, zum Gedenken an den Spender den Namen in „Ludowici-Festhalle“ zu ändern, schlugen fehl; dieser Vorschlag konnte sich nur teilweise umgangssprachlich durchsetzen.
Zwischen 1997 und 2001 wurde eine ausführliche Sanierung und Umbauten durch das dänische Architekturbüro Dissing + Weitling vorgenommen. Dabei wurde das Gebäude mit moderner Bühnen-, Licht- und Tontechnik sowie Konferenz- und Veranstaltungstechnik ausgestattet.

## Nutzung
Die Nutzung der Jugendstil-Festhalle umfasst kulturelle Veranstaltungen wie Konzerte, Schauspiele und Vorträge, aber auch gesellschaftliche Veranstaltungen wie Empfänge und Bälle sowie privatwirtschaftliche Veranstaltungen wie Firmenpräsentationen. Seit einigen Jahren werden dort, im Rahmen einer Feierstunde, die Diplomierungen der Absolventen der Hochschule für Finanzen vorgenommen. Außerdem benutzt der Offene Kanal Landau einige Räume im Erdgeschoss. Ebenfalls im Erdgeschoss befinden sich die Räume des Lions-Clubs. Von der Wiedergründung 1950 bis zum Ende der deutschen Teilung führte die Deutsche Burschenschaft die meisten ihrer Burschentage in der Jugendstil-Festhalle durch.